# Универзитет у Единбургу
Универзитет у Единбургху (енгл. The University Of Edinburgh; gelski: Oilthigh Dhùn Èideann; škotski: Varsity o Edinburgh лат. Universitas Academica Edinburgensis), који је основан 1583. године , је државни универзитет који се налази у старом делу главног граду Шкотске, Единбургу који се налази на листи светске материјалне баштине Унеско. Сваке године на адресу универзитета у просеку стигне око 47 000 апликација потенцијалних студената што га чини трећим најпопуларнијим универзитетом у Уједињеном Краљевству према броју запримљених апликација. Универзитет је четврти најстарији основани у Шкотској и шести на територији целога Уједињеног Краљевства, а сматра се и једним од најпрестижнијих универзитета на целоме свету. Тако је 2011. универзитет проглашен за најбољи у Шкотској, и 6./7. у Европи према QS and Times Higher Education Ranking те као 36 на свету за 2011. и 2012. академску годину. Неки од најистакнутијих бивших студената овога универзитета су биолог Чарлс Дарвин, физичар Џејмс Клерк Максвел, филозоф Дејвид Хјум, математичар Тхомас Баyес, политичар Гордон Браун, судија Барон Хопе оф Цраигхеад, хирург и пионир у развоју стерилизације Џозеф Листер, научник Александер Грејам Бел и многи други. Универзитет је непосредно повезан и са деветорицом нобеловаца.